# Cortes apertas
Cortes Apertas (literalmente "patios abiertos"), llamado también Autunno in Barbagia es un evento que tiene lugar los fines de semana entre septiembre y diciembre en 27 municipios de la provincia de Nuoro, que permite cada año a quienquiera descubrir el corazón más sincero y profundo de Barbagia y Cerdeña.
Entre los pueblos más conocidos destacan Lula, Orani, Aritzo, Desulo y Fonni. 

## Historia
Cortes Apertas nace con el objetivo de difundir el alma de las pequeñas comunidades y para que la gente pueda conocer los centros históricos y las tradiciones de la provincia de Nuoro. Cada semana, en un municipio diferente, las casas históricas de diferentes partes de la provincia de Nuoro abren sus patios y en esos tiene lugar un viaje enogastronómico y artístico. Dentro de los diferentes patios se representan los oficios tradicionales, tales como el procesamiento de la lana, de la trilla, así como la limpieza y cosecha del trigo; mientras que en las plazas del pueblo se establecen actuaciones folclóricas de bailes y canciones populares y los presentes pueden bailar y cantar cantos populares. Toda la gente del pueblo participa activamente en esta manifestación y hay también mucha gente que lleva puesto el traje típico del pueblo. 
Con el tiempo el evento ha llegado a ser para los municipios uno de los eventos más importantes de la temporada turística, que atrae a decenas de miles de visitantes de toda Cerdeña.
La manifestación nace en 1996, en el municipio de Oliena por parte del empresario local Luigi Crisponi para valorizar el pueblo y nace espontáneamente y sin un proyecto a largo plazo. La primera edición preveía un programa de valorización cultural y turística del centro histórico de Oliena, mediante el redescubrimiento de las cortes, los patios de las antiguas casas de los cuales el pueblo barbaricino es especialmente cuantioso. La cortes tenían que recuperar centralidad en el relanzamiento y en la promoción de los centros históricos de las pequeñas comunidades del interior de la isla, para luchar contra un lento e inexorable abandono. 
Las humildes casas de piedra y cal están abiertas a los visitantes, cortes de granito y reorganizadas de manera apropiada y a veces reestructuradas, donde se pueden mostrar curiosos ejemplos arquitectónicos, costumbres de la vida antigua, métodos de trabajo y también riquezas agroalimentarias y artesanales locales. Ya que esta iniciativa fue un gran éxito, desde el año 2000 varios pueblos han decidido participar dando un nuevo nombre al evento: Otoño en Barbagia (Autunno in Barbagia). En 1997 se crea el proyecto "Corazón de Cerdeña" donde los pueblos implicados han ido creciendo cada año (9, en 2003; 15, en 2004; 25, en 2005).
Cada evento está organizado por el ayuntamiento de referencia y durante los años sigue mejorando, dando más atención a todas las tradiciones, la historia y la cultura. El objetivo de la manifestación es el de relanzar el turismo en la zona interna de Cerdeña en un periodo de temporada baja como el otoño y en todos los pueblos la gente es muy acogedora y quiere que todas las personas que participen en este evento conozcan las tradiciones de Cerdeña. Por ejemplo en Orani se puede ver el santuario de Nostra Signora di Gonare y las minas; en Lula los habitantes ofrecen el filindeu, una pasta hecha a mano compuesta por 256 hilos finísimos; en Aritzo se ofrecen castañas y vino. Autunno in Barbagia se convierte para los que lo visiten en una oportunidad de adquirir experiencias y emociones: ver cómo se hace el queso, saborearlo, y luego comprarlo.

## Pueblos implicados
- Oliena (pueblo natal)
- Sarule
- Bitti
- Dorgali
- Austis
- Orani
- Tonara
- Lula
- Gavoi
- Meana Sardo
- Belvì
- Orgosolo
- Sorgono
- Aritzo
- Desulo
- Lollove
- Mamoiada
- Ovodda
- Nuoro
- Tiana
- Atzara
- Olzai
- Teti
- Gadoni
- Fonni
- Orune
- Onanì